# István Angi
István Angi (n. 16 octombrie 1933, Ojdula, România – d. 20 noiembrie 2020, Cluj-Napoca, România)  a fost un muzicolog, scriitor, estetician și filozof maghiar din România.

## Opere
Cărți în limba română:
- Fotografii la minut din atelierele compozitorilor clujeni, Editura Arpeggione, Cluj-Napoca, 2008
- Site de in. Scrieri despre muzică, MediaMusica, Cluj-Napoca, 2013
- Cornel Țăranu. Mărturisiri mozaicate, studii și eseuri. Școala Ardeleană, Cluj-Napoca, 2014
- Divertismente. Eseuri, MediaMusica, Cluj-Napoca, 2018